# Джордж Гіссінг
Джордж Роберт Ґіссінґ (англ. George Robert Gissing, 22 листопада 1857 — 28 грудня 1903) — англійський письменник, соціальний прозаїк, писав у натуралістичному жанрі. У його творах можна побачити перехід від вікторіанського роману до сучасного.

## Біографія
Джордж Гіссінг народився у Вейкфілді (Wakefield), графство Йоркшир, Англія. Був старшим з п'яти дітей Томаса Гіссінга (Thomas Waller Gissing) та Маргарет Бедфорд (Margaret née Bedford). Джордж мав чотирьох братів і сестер: Вільям, Елджерон, Маргарет і Елен.
Джордж був завзятим читачем і часто навідувався до сімейної бібліотеки. Був звичайним жвавим хлопцем і мав багатьох друзів поки навчався у Back Lane School. У досить ранньому віці виграв приз за свою поезію. Але стабільне життя хлопця закінчилося, коли його батько помер у 1870 на тридцятому році життя. Батько для Джорджа був важливою рушійною силою у навчанні, а після смерті Томаса численні несприятливі обставини негативно вплинули на подальшу долю майбутнього письменника.
1872 року Гіссінг зайняв дванадцяте місце в королівстві на місцевих іспитах у Оксфорді. Хлопець був надзвичайно талановитим, тому отримав стипендію у Owens College (зараз університет в Манчестері). На той час Гіссінг уже мав багато призів, якими і забезпечив собі вступ до Лондонського університету.
У 1874 році склав екзамени до університету, де хлопцеві з часом пророчили високі досягнення та неймовірну кар'єру в класичній, історичній та античній літературі. Але Джордж втратив усі можливості досягти успіху через крадіжку грошей у 1875 році зі студентського гардеробу. Гроші були викрадені спеціально для Маріанни Хелен Харрісон (Marianne Helen Harrison) — Нел, повії, у яку без тями був закоханий Гіссінг. Він намагався підтримати жінку грошима, яких не мав, тому вирішив діяти як може. Покаранням для Джорджа був місяць каторги у в'язниці Белв'ю (Bellevue) в Манчестері. Через ці події його виключили з коледжу та часто принижували, а впевненість у собі та надії на краще себе не виправдали.
Нова та чиста сторінка у його житті почалася в США, куди він поїхав з рекомендаційним листом від матері. Проте це все одно був дуже складний період: тяжка праця, злидні та зубожіння, які відобразилися у його романах.
Коли Гіссінг перебував у Чикаго, то він ледве-ледве міг роздобути собі грошей на їжу своїм письменницьким талантом. Проте уже 1877 року в газеті Chicago Tribune було опубліковане його оповідання «Гріхи батьків».
Того ж 1877 року Джордж Гіссінг повертається до Лондону без копійки за душею. Там він зустрічає Нел, з якою невдовзі одружується. Це відбулося 27 жовтня 1979 року. З цього часу він починає давати приватні уроки, а сам працював над першою своєю об'ємною роботою «Робітники на світанку» (Workers in the Dawn). І у 1880 році роман виходить друком, котрий був повністю провальним. Він включав у себе натуралістичне бачення найнижчого класу суспільства Лондону, яке передається через призму молодого ідеаліста. Можна сказати, що деякі події у романі та житті письменника збігаються, тому досить легко провести паралелі від описаних книжних героїв до власно нещасливого шлюбу Гиссінга.
Далі йдуть роки швидкого розкручування таланту письменника. Він пише свої твори: «Некласифіковані» (1884), «Демос: історія англійського соціалізму» (1886), «Ізабель Кларендон» (1886), «Тирза» (1887), «Життя — ранок» (1888) і «Пекло» (1889). Його найбільш безрадісна та чорна робота «Пекло» була написана під час похмурих і самотніх днів, коли Джордж почував себе дуже невпевнено.
29 лютого 1888 року в нетрях Ламбету (Lambeth) від алкоголю та сифілісу померла дружина Джорджа Гіссінга, а сам письменник був викликаний для виявлення тіла.
Досвід та глибокі знання про найнижчі прошарки суспільства забезпечили чоловіка великою кількістю матеріалів для його чотирьох романів, присвячених цій темі, одним із яких було «Пекло». На доходи від книги письменник зміг оплатити довготривалий візит до Італії, Франції, Неаполю та Греції.
А вже 25 лютого 1891 року Гіссінг вдруге одружився. Молода дівчина була неосвіченою дочкою каменяра. І 10 грудня у подружжя народився син Волтер (Walter).
20 січня 1896 року народжується другий син Альфред (Alfred).
У 1898 Гіссінг зустрів молоду Габріель Марі Едіт Флері (Gabrielle Marie Edith Fleury), яка палала бажання перекласти його роман «Нова Граб-стріт».
Так як Джодж віддалився від Едіт, він їде до Франції з Габріель. Саме ця жінка була музою для нього, і Гіссінг, натхненний кохання до Марі Едіт, написав книгу «Вінець життя» (The Crown of Life).
1891 року Гіссінг за порадою лікаря їде у Східну Англію, де в санаторії Нейланду (Nayland) проводить шість тижнів. Це був останній візит Джорджа в Англію, а його особисте листування свідчить про те, що письменник дуже сумував за рідними краями.
Помер Джордж Роберт Гіссінг 28 грудня 1903 року на віллі Іспор (Ispoure) у Сен-Жан-П'є-де-Порт (St Jean Pied de Port), Франція.

## Творчість
Творчість Гіссінга була спрямована на опис реального життя тогочасного найнижчого класу суспільства. Так як Джордж довго жив у нетрях Ламбету, то мав можливість близько познайомитись з усіма негараздами цього класового прошарку. Соціальна проблематика дуже характерна для творів Гіссінга.
До 1890 року Джодж писав переважно про бідність, соціалізм, класові відмінності та спроби соціальних реформ. А після рубежу 1890-х років в його романах йдеться про життя середнього класу.

## Цікаво
Про Джорджа Гіссінга у своєму романі «Процес Елізабет Крі» згадував письменник Пітер Акройд. Він досить детально описав як Джордж жив із своєю першою дружиною-повією Нел.